# Blackstone Edge
Blackstone Edge är en bergskedja i Storbritannien.   Den ligger i riksdelen England, i den centrala delen av landet, 270 km nordväst om huvudstaden London.
Blackstone Edge sträcker sig 57 km i sydostlig-nordvästlig riktning. Den högsta toppen är Kinder Scout, 636 meter över havet.
Topografiskt ingår följande toppar i Blackstone Edge:
- Black Hill
- Bleaklow Hill
- High Neb
- Kinder Scout